# Kinya Takehara
Kinya Takehara (født 16. november 1974) er en tidligere japansk fodboldspiller.
Han har spillet for flere forskellige klubber i sin karriere, herunder JEF United Ichihara.